# Trithemis aurora
Trithemis aurora  (лат.) — один из видов стрекоз семейства настоящих стрекоз.
Это стрекоза средних размеров, обычно встречается в заросших прудах, болотах, каналах, водоемах с медленным течением и реках, в низинах и в среднехолмистой местности. Размножается в ручьях, реках, каналах, прудах и резервуарах. Широко распространена в Юго-Восточной Азии.
Вид отличается сильным половым диморфизмом.
У самцов красновато-коричневая голова с багровыми сверху и коричневыми по бокам глазами. Грудь красная с легким фиолетовым налетом. Брюшко багровое, в основании раздуто. Крылья прозрачные с багровыми жилками, в основании имеют широкую янтарную область. На крыльях имеются пятнышки красно-коричневого цвета, ноги чёрные.
Самка имеет оливковую или красно-коричневую голову с фиолетово-коричневыми сверху и серыми снизу глазами. Грудь оливковая с коричневой полосой посредине и чёрными — по бокам. Брюшко красновато-коричневое с боковыми черными отметинами. Черные отметины в конце каждого сегмента сливаются и окружают красновато-коричневые пятна. Крылья прозрачные с коричневыми кончиками. Жилкование от ярко-жёлтого до коричневого, отметины в основании бледно-янтарные. Пятна на крыльях тёмно-коричневые, ноги тёмно-серые с узкими жёлтыми полосками.